# Christine Antorini
Christine Antorini, née le 23 mai 1965 à Jyllinge au Danemark, est une femme politique danoise, membre des Sociaux-démocrates (SD).

## Biographie

### Membre du SF
D'origine suisse italienne par sa mère, elle est élevée dans la foi catholique.
En 1983, elle entre au comité directeur des Jeunesses du Parti populaire socialiste (SF). Elle est élue, cinq ans plus tard, au comité central du parti, dont elle devient vice-présidente en 1991. Elle passe avec succès, en 1994, une maîtrise de communication, spécialisée dans l'administration publique, à l'université de Roskilde, ayant étudié les sciences politiques pendant deux ans à l'université d'Aarhus.
Lors des élections législatives du 11 mars 1998, elle est élue députée au Folketing, un mandat auquel elle renonce pour devenir secrétaire de l'association de défense des consommateurs Forbrugerinformationen en 1999.

### Passage chez les SD
Elle fait son retour au Parlement à l'occasion des élections législatives du 8 février 2005, mais comme membre des Sociaux-démocrates (SD). Après la victoire du centre gauche et de la gauche aux élections législatives du 15 septembre 2011, elle est nommée ministre de l'Enfance et de l'Éducation dans le gouvernement de Helle Thorning-Schmidt, auquel participe également le SF ; le portefeuille de l'Enfance lui est retiré après le remaniement du 9 août 2013.